# Skt. Jørgens Gymnasium
Skt. Jørgens Gymnasium var et dansk gymnasium, beliggende på Frederiksberg.
Skolen blev oprettet i 1858 som Frk. Jessens Forberedelsesskole. Den indtrådte i 1901 i De forenede Latin- og Realskoler og flyttede til Filippavej under navnet Henrik Madsens Latin- og Realskole i 1904. I 1918 overtog staten driften af skolen. Ved samme lejlighed blev navnet ændret for sidste gang. Fra 1950 optog skolen også piger. Skt. Jørgens Gymnasium blev nedlagt i 1991.
Bygningerne huser i dag folkeskolen Skolen ved Søerne.
55°40′43″N 12°33′19″Ø / 55.6786°N 12.5553°Ø